# Jean III de Frise orientale
Pour les articles homonymes, voir Jean III.
Jean III est un prince de la maison Cirksena né en 1566 à Aurich et mort le 23 janvier 1625. Il est comte de Rietberg de 1618 à sa mort et fonde une branche catholique de la famille Cirksena qui règne sur Rietberg jusqu'en 1758.

## Biographie
Jean III est le deuxième fils du comte de Frise orientale Edzard II et de son épouse, la princesse suédoise Catherine Vasa. Bien qu'il grandisse dans une maison luthérienne, il choisit au tournant du siècle d'embrasser la foi catholique, probablement dans l'idée d'entrer au service de la maison de Habsbourg.
En 1601, Jean III se marie avec sa nièce Sabine-Catherine (de), l'héritière du comté de Rietberg en Westphalie. En raison de leur lien de parenté, une dispense matrimoniale doit être fournie par le pape Clément VIII. Il fonde ainsi une branche catholique de la famille Cirksena qui règne sur Rietberg sous l'autorité des landgraves de Hesse jusqu'en 1758.
Jean III fait carrière dans les armées des Habsbourg, où il s'élève au grade de colonel, puis de général. En 1604, il mène les forces catholiques de l'évêque de Paderborn Dietrich von Fürstenberg à la reconquête de la ville de Paderborn. À Rietberg, qu'il gouverne seul après la mort de sa femme en 1618, il fonde un monastère franciscain et fait rénover les fortifications du château de Rietberg.

## Mariage et descendance
Jean III et sa nièce Sabine-Catherine (de) ont onze enfants :
- Edzard (2 février 1602 – 28 mars 1603) ;
- Anne-Walburge (27 octobre 1603 – 29 novembre 1604) ;
- Catherine-Marie (née le 28 octobre 1604) ;
- Ernest-Christophe (de) (1er avril 1606 – 31 décembre 1640), comte de Rietberg ;
- Ennon-Philippe (23 mars 1608 – 14 mai 1636), chanoine ;
- Léopold (23 novembre 1609 – 14 novembre 1635), chanoine ;
- Walburge-Marie (8 mai 1612 – 13 juin 1613) ;
- Ferdinand-François (4 octobre 1613 – 27 juin 1648), chanoine ;
- Claire-Sophie (née le 7 mars 1615) ;
- Anne-Claire (née le 30 mai 1616) ;
- Jean IV (de) (31 mai 1618 – 7 août 1660), comte de Rietberg.